# BadVista
BadVista — кампания Фонда свободного программного обеспечения по борьбе с распространением операционной системы Windows Vista от Microsoft. В рамках проекта проводилась агитация за использование свободных альтернатив в повседневной жизни. Заимствуя методы акции против технических защиты прав (DRM), получившей название Defective by Design, кампания BadVista стремилась привлечь внимания средств массовой информации к свободному программному обеспечению. Кампания проводилась с декабря 2006 по январь 2009 года.

## История

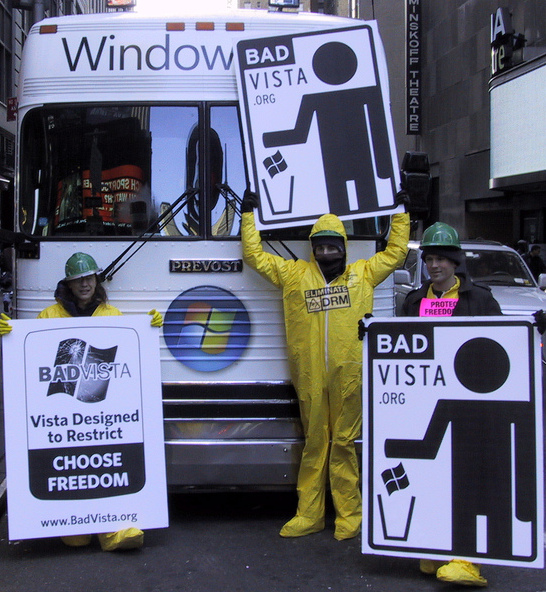
Активисты кампании BadVista в Бостоне

Проект стартовал 15 декабря 2006 года и с самого начала имел две цели:
- подробно охарактеризовать вред, причиняемый пользователю при использовании Windows Vista и встроенных средств DRM;
- предоставить необходимые сведения для лёгкого и безболезненного перехода к использованию альтернативных свободных программных продуктов[2][3].

30 января 2007 года активисты BadVista и Defective by Design вышли на площадь Таймс-сквер. Протестующие были одеты в ОЗК, а в руках держали плакаты, призывающие отказаться от использования Windows Vista. Кампания закончилась 8 января 2009 года с выходом Windows 7 Beta.
Спустя некоторые время был запущен новый проект под названием «Грехи Windows 7» («Windows 7 Sins»). Сайт проекта использует элементы свободной видеоигры XBill, которая была разработана в 1994 году и недвусмысленно трактует суть операционных систем семейства Windows.